# Humberto Osorio
Humberto Segundo Osorio Botello (Valledupar, 24 giugno 1988) è un calciatore colombiano, attaccante del Lobos UPNFM.

## Palmarès

### Club

#### Competizioni nazionali
- Campionato colombiano: 1

América de Cali: Torneo Finalización 2008

#### Competizioni internazionali
- Coppa Suruga Bank: 1

Santa Fe: 2016